# Lijst van wapens met een hunebed

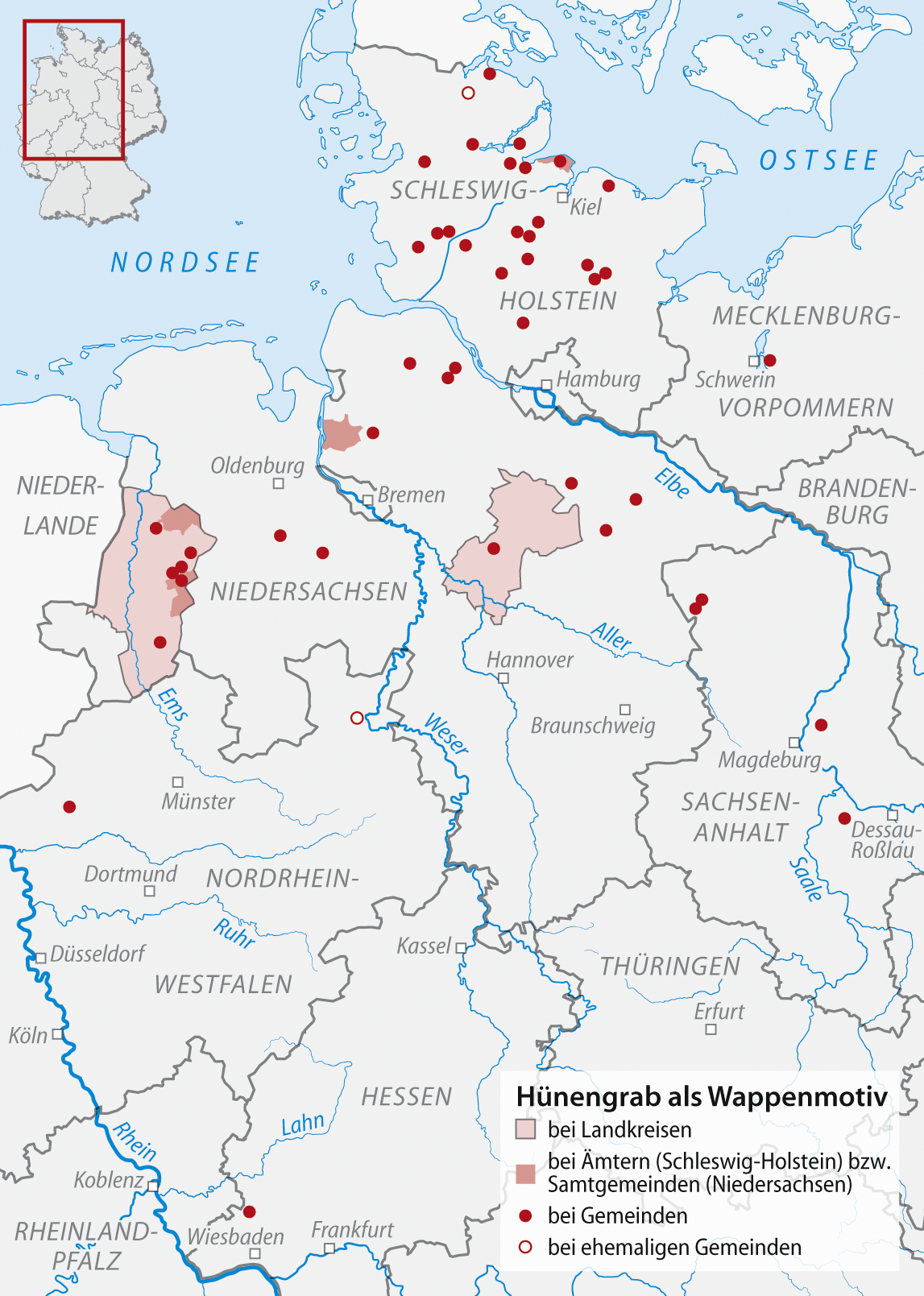
Verdeling van plaatsen in Duitsland met een hunebed op het wapen

De lijst met wapens met een hunebed bevat wapens van steden, gemeenten en voormalige gemeenten met een hunebed of dolmen erop.

## Nederland

Wapen van Borger-Odoorn met verwijzing naar een hunebed en Hunsow; Borger-Odoorn
Wapen van Odoorn met symbolische weergave van een hunebed

## Duitsland
| Wapen | Status       | Naam              | Kreis / Landkreis            | Bundesland             | Besonderheiten |
| ----- | ------------ | ----------------- | ---------------------------- | ---------------------- | -------------- |
|       | Ortsteil     | Ahlum             | Altmarkkreis Salzwedel       | Sachsen-Anhalt         |                |
|       | Gemeinde     | Albersdorf        | Dithmarschen                 | Schleswig-Holstein     |                |
|       | Gemeinde     | Altenmedingen     | Uelzen                       | Niedersachsen          |                |
|       | Gemeinde     | Bargenstedt       | Dithmarschen                 | Schleswig-Holstein     |                |
|       | Gemeinde     | Bargstedt         | Rendsburg-Eckernförde        | Schleswig-Holstein     |                |
|       | Gemeinde     | Bippen            | Samtgemeinde Fürstenau       | Niedersachsen          |                |
|       | Gemeinde     | Bomlitz           | Heidekreis                   | Niedersachsen          | Urnengrab      |
|       | Landkreis    |                   | Heidekreis                   | Niedersachsen          |                |
|       | Gemeinde     | Bunsoh            | Dithmarschen                 | Schleswig-Holstein     |                |
|       | Amt          | Dänischenhagen    | Rendsburg-Eckernförde        | Schleswig-Holstein     |                |
|       | Gemeinde     | Damendorf         | Rendsburg-Eckernförde        | Schleswig-Holstein     |                |
|       | Ortsteil     | Drosa             | Anhalt-Bitterfeld            | Sachsen-Anhalt         |                |
|       | Gemeinde     | Ehndorf           | Rendsburg-Eckernförde        | Schleswig-Holstein     |                |
|       | Landkreis    | Emsland           | Emsland                      | Niedersachsen          |                |
|       | Gemeinde     | Gammelby          | Rendsburg-Eckernförde        | Schleswig-Holstein     |                |
|       | Gemeinde     | Gokels            | Rendsburg-Eckernförde        | Schleswig-Holstein     |                |
|       | Gemeinde     | Goosefeld         | Rendsburg-Eckernförde        | Schleswig-Holstein     |                |
|       | Gemeinde     | Groß Rönnau       | Segeberg                     | Schleswig-Holstein     |                |
|       | Gemeinde     | Groß Vollstedt    | Rendsburg-Eckernförde        | Schleswig-Holstein     |                |
|       | Gemeinde     | Großenkneten      | Oldenburg                    | Niedersachsen          |                |
|       | Samtgemeinde | Hagen             | Cuxhaven                     | Niedersachsen          |                |
|       | Gemeinde     | Hammah            | Stade                        | Niedersachsen          |                |
|       | Gemeinde     | Heiden            | Borken                       | Nordrhein-Westfalen    |                |
|       | Gemeinde     | Heinbockel        | Stade                        | Niedersachsen          |                |
|       | Gemeinde     | Heiligengrabe     | Landkreis Ostprignitz-Ruppin | Brandenburg            |                |
|       | Samtgemeinde | Herzlake          | Emsland                      | Niedersachsen          |                |
|       | Gemeinde     | Holste            | Osterholz                    | Niedersachsen          |                |
|       | Gemeinde     | Hünstetten        | Rheingau-Taunus-Kreis        | Hessen                 |                |
|       | Gemeinde     | Hüsby             | Schleswig-Flensburg          | Schleswig-Holstein     |                |
|       | Gemeinde     | Hüven             | Emsland                      | Niedersachsen          |                |
|       | Gemeinde     | Köhn              | Plön                         | Schleswig-Holstein     |                |
|       | Ortsteil     | Körbelitz         | Jerichower Land              | Sachsen-Anhalt         |                |
|       | Gemeinde     | Kuchelmiß         | Amt Krakow am See            | Mecklenburg-Vorpommern |                |
|       | Gemeinde     | Lahn              | Emsland                      | Niedersachsen          |                |
|       | Gemeinde     | Lamstedt          | Cuxhaven                     | Niedersachsen          |                |
|       | Gemeinde     | Langeln           | Pinneberg                    | Schleswig-Holstein     |                |
|       | Gemeinde     | Lähden            | Emsland                      | Niedersachsen          |                |
|       | Gemeinde     | Leezen            | Parchim                      | Mecklenburg-Vorpommern |                |
|       | Ortsteil     | Lüdelsen          | Altmarkkreis Salzwedel       | Sachsen-Anhalt         |                |
|       | Gemeinde     | Neubörger         | Emsland                      | Niedersachsen          |                |
|       | Samtgemeinde | Nordhümmling      | Emsland                      | Niedersachsen          |                |
|       | Gemeinde     | Oeschebüttel      | Steinburg                    | Schleswig-Holstein     |                |
|       | Gemeinde     | Oldendorf (Luhe)  | Lüneburg                     | Niedersachsen          |                |
|       | Gemeinde     | Oldersbek         | Nordfriesland                | Schleswig-Holstein     |                |
|       | Gemeinde     | Ringsberg         | Schleswig-Flensburg          | Schleswig-Holstein     |                |
|       | Ortsteil     | Sankelmark        | Schleswig-Flensburg          | Schleswig-Holstein     |                |
|       | Gemeinde     | Schwienau         | Uelzen                       | Niedersachsen          |                |
|       | Gemeinde     | Schülp b. Nortorf | Rendsburg-Eckernförde        | Schleswig-Holstein     |                |
|       | Gemeinde     | Schwedeneck       | Rendsburg-Eckernförde        | Schleswig-Holstein     |                |
|       | Gemeinde     | Stavern           | Landkreis Emsland            | Niedersachsen          |                |
|       | Landkreis    | Heidekreis        | Heidekreis                   | Niedersachsen          |                |
|       | Gemeinde     | Tarbek            | Segeberg                     | Schleswig-Holstein     |                |
|       | Gemeinde     | Thuine            | Emsland                      | Niedersachsen          |                |
|       | Gemeinde     | Warder            | Rendsburg-Eckernförde        | Schleswig-Holstein     |                |
|       | Gemeinde     | Wensin            | Segeberg                     | Schleswig-Holstein     |                |
|       | Ortsteil     | Werste            | Bad Oeynhausen               | Nordrhein-Westfalen    |                |
|       | Gemeinde     | Werlte            | Emsland                      | Niedersachsen          |                |
|       | Gemeinde     | Werpeloh          | Emsland                      | Niedersachsen          |                |
|       | Gemeinde     | Winkelsett        | Oldenburg                    | Niedersachsen          |                |
|       | Ortsteil     | Zaatzke           | Landkreis Ostprignitz-Ruppin | Brandenburg            |                |
|       | Gemeinde     | Sieverstedt       | Schleswig-Flensburg          | Schleswig-Holstein     |                |
|       | Gemeinde     | Melsdorf          | Rendsburg-Eckernförde        | Schleswig-Holstein     |                |
|       | Gemeinde     | Nordstemmen       | Landkreis Hildesheim         | Niedersachsen          |                |
|       | Gemeinde     | Spahnharrenstätte | Emsland                      | Niedersachsen          |                |
|       | Gemeinde     | Gross Berssen     | Emsland                      | Niedersachsen          |                |

## Frankrijk

Berneuil (Haute-Vienne) (Occitaans: Bernuèlh)
Bordezac
Caudebec-lès-Elbeuf
Commequiers
Cournon
Crossac
Fresnicourt-le-Dolmen
La Bresse
Locmariaquer
Massac (Aude)
Vauréal

## Portugal

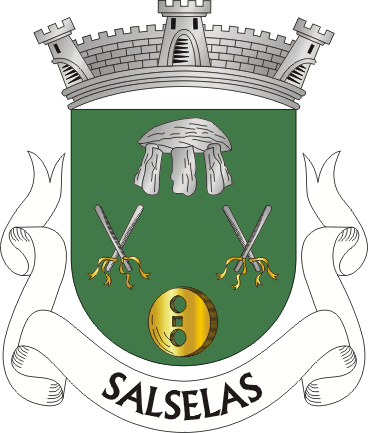
Salselas
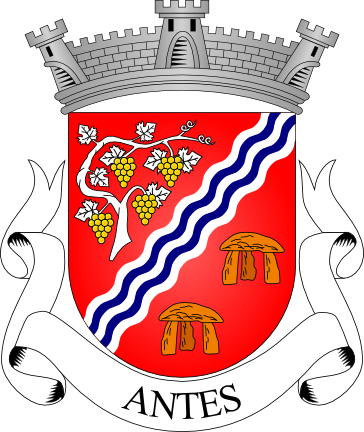
Antes
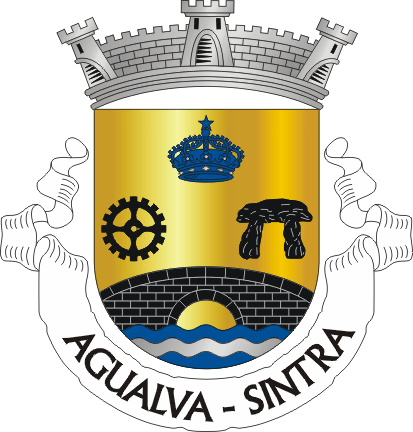
Agualva
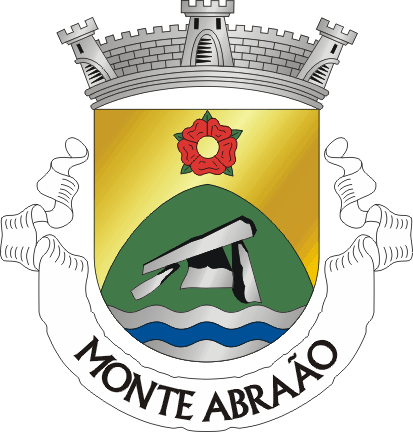
Monte Abraao
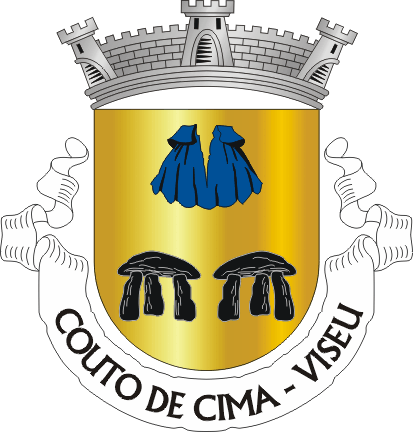
Couto de Cima

## Spanje

Valencina de la Concepción